# マーシャル・アップルホワイト
マーシャル・ヘルフ・アップルホワイト・ジュニア（Marshall Herff Applewhite Jr.、1931年5月17日 - 1997年3月26日）は、アメリカ合衆国の新宗教（カルト）・ヘヴンズ・ゲートの教祖で、1997年にヘヴンズ・ゲートの信者39人と共に集団自殺を決行したことで知られている。
ドウ (Do)の他、ギニア (Guinea)、ティドリー (Tiddly)、そしてニンコム (Nincom)といった別名で呼ばれたほか、単に男性代名詞で呼ばれることもあった。
テキサス州出身のアップルホワイトは、いくつかの大学に通い、若い頃にはアメリカ陸軍に在籍していたこともある。オースティン・カレッジ卒業後、アラバマ大学で音楽を教えていた。後にテキサス州へと戻り、合唱隊を率い、ヒューストンのセントトーマス大学音楽学部教授となった。1970年にアップルホワイトは、感情的な騒乱によって大学を去っている。翌年、父を亡くしたことにより鬱病を発症する。1972年に、看護婦のボニー・ネトルズと親しくなった。アップルホワイトは、彼女と共に神秘主義について延々と語り合い、彼ら2人が神の遣わした使者であると結論付けた。その後、書店や教育センターを経営していたが、いずれも短期間に終わっている。1973年には自らの思想を広めるべくアメリカ合衆国中を巡る旅を始めたが僅か1人の信者しか得られなかった。1975年、アップルホワイトは、レンタカーを返却しなかったことから逮捕され、6か月間服役した。この服役中、アップルホワイトは彼の神学を更に発展させた。
アップルホワイトが釈放された後、彼はネトルズと共にカリフォルニア州とオレゴン州を旅し、遂には彼らの思想に賛同する信者を増やすことが出来た。アップルホワイトとネトルズは、信者たちに対して、新しい体を与える地球外生命体がやって来ると説いた。アップルホワイトは当初、信者やアップルホワイトは、物理的に宇宙船に乗り込み、そこで新たな体に作り替えられると述べていたが、後年になると、彼らの体は、単なる魂の入れ物に過ぎず、新たな体に魂が乗り移ると説くようになった。この思想は、キリスト教終末論、ニューエイジ運動、そしてアメリカの大衆文化を下敷きにした言葉で表現された。
1970年代後半になると、この教団への献金も増加するようになり、家賃やその他の支出の支払いに充てられた。1985年、ネトルズが死去したことでアップルホワイトはひどく落胆し、物理的に宇宙へと昇天するという彼の思想に挑戦するようになった。1990年代初頭には、この教団は彼らの神学を更に宣伝するようになった。1996年、彼らはヘール・ボップ彗星の到来と、それに宇宙船が付随して到来するという流言を知った。そして、その宇宙船は彼らの魂を別の星へと向かう旅のための船であると結論付けた。彼らの魂はその宇宙船へと昇り、新たな体が与えられると信じた彼らは、施設の中で集団自殺を行った。彼らの遺体が発見された際、報道合戦が巻き起こり、程なくしてコメンテーターや学者たちの間で、アップルホワイトが信者たちに、どうやって自殺を含む自身の命令に従わせたのかについて、議論が行われた。コメンテーターの一部は、信者たちが自殺することに同意した理由を、操作者としてのアップルホワイトの能力に帰するとしたが、その他はアップルホワイトが作り上げた説話に対する信心が原因であると論じた。

## 若年期
マーシャル・ヘルフ・アップルホワイト・ジュニア (Marshall Herff Applewhite Jr.) は、1931年5月17日にテキサス州スパーで、父マーシャル・ヘルフ・アップルホワイト・シニア (Marshall Herff Applewhite Sr.)と母ルイーズ・アップルホワイト (Louise Applewhite、旧姓：ウィンフィールド (Winfield))の間に生まれた。彼には3人の兄弟がいた。長老派教会教役者の息子として、アップルホワイトは、非常に信心深い子供となった。
アップルホワイトは、コープス・クリスティ高等学校とオースティン・カレッジに通った。大学では、彼はいくつかの学生団体で活動し、適度に信心深い学生であった。1952年に、哲学学士を取得し、その後、教役者になることを望み、連合長老派神学校に進学して神学を学んでいた。この頃、彼はアン・ピアースと結婚し、後にマークとレーンという2人の子供をもうけた 。神学校で学び始めて間もなく、アップルホワイトは、音楽の道に進むために神学校を辞めることに決め、ノースカロライナ州の長老派教会の音楽監督となった。彼は、バリトンの歌い手でもあり、加えて霊歌やゲオルク・フリードリヒ・ヘンデルを歌っていた。1954年に、彼はアメリカ陸軍に徴兵され、オーストリアとニューメキシコ州の陸軍信号隊に勤務していた。1956年にアップルホワイトは陸軍を除隊し、コロラド大学で音楽修士号を取得した。この頃、アップルホワイトは、ミュージカルに注力していた。

## キャリア
アップルホワイトは、コロラドでの学業を終えた後、ニューヨークへと引っ越しプロ歌手としての活動を開始するが、成功することはなかった。その後、アラバマ大学で教職に就いた。しかし、男子学生と性的な関係を持ったことを追及され、アップルホワイトはその職を追われている。彼の宗教的教育は、同性愛関係を許容するものでは無かったし、彼はその後、自身の性的欲求に悩まされることになった。アップルホワイトの妻が1965年にこのことを知ったため、別居することとなり、3年の別居生活の後、アップルホワイトは離婚した。
アラバマ大学を退職した後、1965年にアップルホワイトはテキサス州ヒューストンへと引っ越し、同地のセントトーマス大学で教職に就いた。彼の学生たちは、アップルホワイトの事を魅力的な雄弁家、またはお洒落な人物であると考えていた。そして、アップルホワイトは音楽学部の教授に就任している。加えて、地域では人気のある歌手となっており、米国聖公会の合唱隊の監督にも任命され、ヒューストン・グランド・オペラで公演も行っている。テキサス州では、彼は、手短に言えばゲイを公言した人物だったが、若い女性との関係を持とうともしていた。しかし、彼女は家族からのプレッシャーに晒され、アップルホワイトの元を去ってしまい、アップルホワイトをひどく動揺させた。1970年にアップルホワイトは、意欲の低下やその他の感情的問題からセントトーマス大学を辞任した。アップルホワイトの団体を研究している社会学者であるロバート・バルチとデイヴィッド・テイラーは、この辞任はアップルホワイトと学生との間に起こった別の問題に起因していると推測している。後に大学学長は、アップルホワイトは、しばしば精神的に不安定になり、加えて彼の辞任前には組織を乱すような行動をとるようになっていたと回想している。
1971年の短期間、アップルホワイトはニューメキシコ州に引っ越し、そこでデリカテッセンを経営した。彼は客の間で人気者となったが、その年の暮れにはテキサス州に戻ることを決めた。この間に、アップルホワイトの父が亡くなり、アップルホワイトは目に見えて活力を失い、深刻な鬱病に罹患している。アップルホワイトの借金は膨れ上がり、友人にも金を無心しなければならない状況となっていた。

## ネトルズとの出会いと最初の布教活動
1972年、アップルホワイトは神智学や聖書の予言に興味を持つ看護婦であるボニー・ネトルズに出会った。彼らはすぐに親しい友人となった。アップルホワイトが回想した際には、彼は彼女とかなり前から知り合いであり、前世でも知り合いであったと結論付けた。ネトルズは、アップルホワイトに自分たちが出会ったのは地球外生命体によって予言されていたものだと語り、彼に神から職位が与えられていると主張した。その時までに、占星術を含む伝統的キリスト教教義の代替について調査を始めた。彼はまた、様々な視点を獲得し、その中には彼がイエス・キリストのような役割に選ばれたというものも含まれていた。2005年のアップルホワイトのプロファイルにおいて、プロファイルの作成者スーザン・レイン (Susan Raine)は、この時期、統合失調症を発症していたと推測している。
アップルホワイトは、程なくしてネトルズと共に生活し始めた。彼らは同棲していたものの、そこに性的関係はなく、アップルホワイトが長年望んだ深く、特にプラトニックな関係による愛を満たすことになった。ネトルズは既に結婚しており、子供も二人いたが、後にアップルホワイトと親密になったことから、結局ネトルズは離婚することになり、子供の親権も失っている。アップルホワイトも同様に、家族とのつながりを全て絶っている。彼は、ネトルズの事をソウルメイトであると考えており、彼の知人数人は、後に彼女はアップルホワイトに強い影響を与えていたと回想している。レインはネトルズは「アップルホワイトの湧き出てくる妄想的信念を増強する原因であった」と書いているが、精神科医であるロバート・J・リフトンは、ネトルズの影響はアップルホワイトの更なる精神状態の悪化を回避させたと推測している。
アップルホワイトとネトルズは、ザ・クリスチャン・アーツ・センター (The Christian Arts Center)として知られる書店を開店した。この店は、様々な精神的背景から選ばれた本が陳列されていた。彼らは更に、ノー・プレイス (Know Place)として知られるベンチャーを始動させた。このベンチャーは、神秘主義や神智学について教える教室であった。しかし、これらの事業は短期間で廃業となっている。1973年2月、彼らは、自身の思想を広めるためにアメリカ合衆国南西部からアメリカ合衆国西部を旅行することを決意した。リフトンは、彼らの旅行について、「落ち着かず、激しく、しばしば途方に暮れた、歩き回る霊的な旅」であったと述べている。旅行であるにも関わらず、彼らは少額の金銭しか持っておらず、必要な多額の支払いのために、時折、売血をしたり、短期労働に従事していた。彼らは、ロールパンのみで生活したり、しばしば野宿をしたり、時には宿泊費を踏み倒したりしていた。ヒューストンの彼らの友人の一人は、彼らと文通しており、彼らの教えを受け入れることに同意した。アップルホワイトらは1974年5月に彼女を訪問しており、彼らの最初の信者となった。
この旅行の間、アップルホワイトとネトルズは、アッシジのフランチェスコの生涯について熟考し、ヘレナ・P・ブラヴァツキー、ロナルド・D・レイン、リチャード・バックといった様々な作者の著作を読んだ。彼らは、欽定訳聖書を保有しており、また新約聖書のいくつかの章を研究した。特に、キリスト論や禁欲主義、キリスト教終末論に関する教えに注力していた。アップルホワイトは、ロバート・A・ハインラインやアーサー・C・クラークの著作を含む、サイエンス・フィクション作品も読んでいた。1974年6月までに、アップルホワイトとネトルズの信条は、必要最小限の概要に固まった。彼らは、自分たちが聖書の予言を履行するために選ばれたのであり、加えて自分たちが他の人間と比べて高レベルの魂を与えられたのだと結論付けた。彼らはパンフレットに、テキサス人としてのイエスの生まれ変わりが、アップルホワイトであると、ぼかされながらも言及されていた。その上、彼らは、自分たちがヨハネの黙示録で言及されている二人の証人であると結んでおり、時折、教会や別の霊的グループを訪れ、自身の教義を語っていた。その際には、しばしば彼ら自身を「ザ・トゥー (The Two)」または、「ザ・ユーフォー・トゥー (The UFO Two)」であるとしていた。彼らは、自分たちが将来殺され、人生を復興させる、別の観点からいうと、宇宙船に移されると信じていた。この出来事を彼らは「実証 (Demonstration)」と述べており、彼らの主張を証明するためのものであった。この考えは、ほとんど受け入れられることはなく、彼らを狼狽えさせた。

## 逮捕と布教
1974年8月、アップルホワイトはテキサス州ハーリンジンで逮捕された。これは、ミズーリ州で借りた車を返さなかったことが原因であった。アップルホワイトはミズーリ州セントルイスに移送され、6か月間服役した。この時、彼は「神から権限を与えられ」車を返さなかったと主張した。服役中、彼は神智学を熟考し、その後には、地球外生命体と進化について賛同しオカルトな事象について議論することを放棄した。
アップルホワイトの釈放後、ネトルズと彼は地球外生命体とコンタクトをとることを決意し、同志たちを探した。彼らは集会の広告を発行し、その集会では、彼らが「クルー (crew)」と呼ぶ、門弟の勧誘をおこなった。この集会の際には、彼らが地球外の天体「ザ・ネクスト・レヴェル (The Next Level)」の生命体の代理であると主張した。その生命体は、実験の参加者を探しているとされた。彼らは、実験に参加することに同意した人は、さらに高レベルに進化した生物になることが出来ると主張した。ネトルズとアップルホワイトは、自分たちの事を「ギニア (Guinea)」や「ピッグ (Pig)」と称した。アップルホワイトは、彼の役目を「実験室の指導者 (lab instructor)」であると述べ、第一の議長とされたが、一方でネトルズは、時折、発言や修正を差し挟むことがあった。二人は、参加者に個人的に話しかけることは滅多に無く、電話で彼らにコンタクトを取るための電話番号を伝える程度であった。彼らは、当初この団体を「アノニマス・セクシャホリックス・セリベート・チャーチ (Anonymous Sexaholics Celibate Church)と名付けていたが、すぐに「ヒューマン・インディヴィデュアル・メタモルフォシス (Human Individual Metamorphosis)」として知られるようになった。
アップルホワイトは、古代宇宙飛行士説に基づく神智学を信仰していた。その中では過去に地球外生命体が人類を訪れており、地球に人類を配置し、選ばれた少数の人類を確保しに来るだろうとされていた。この教えは、改革派キリスト教における無条件選挙の考え方との類似性がある。これは、アップルホワイトの長老派教会の教養に起因するものであるとされた。彼は、しばしば「スタートレック」から引用されたフレーズを使って、地球外生命体に関する議論を行い、宇宙人はこのテレビドラマを通して彼とコミュニケーションをとっていると述べた。
アップルホワイトとネトルズは、カリフォルニア州の団体に送付し、1975年4月にはニューエイジ帰依者たちに対して演説するために集会にも招待された。この集会で、アップルホワイトらは、50人の参加者のおよそ半数に彼らの信者になるように布教活動を行った。更に、大学のキャンパスでの布教に力を入れており、8月にはカリフォルニア州レッドウッドシティのカニャダ・カレッジで布教を行っている。1975年9月にオレゴン州で行われた集会では、メディア放送から興味をそそられた人々がいたことで、更なる人員の獲得に成功した。約30人の人々が家を捨て、彼らに付き従うようになった。その報道自体はネガティブなものであった。コメンテーターや元信者たちは、この教団を嘲笑い、アップルホワイトとネトルズに対して、洗脳の告発を浴びせた。バルチとテイラーは、アップルホワイトとネトルズは圧力戦術を避け、身を捧げた信者たちのみを探していたと述べている。
新宗教の研究者であるベンジャミン・E・ゼラーは、アップルホワイトとネトルズの説教は、個々の成長を通した解放に焦点が当てられていたと述べており、ニューエイジ運動の時代の風潮に類似していると見做している。同様に、個人の選択の重要性もまた強調されていた。アップルホワイトとネトルズは、ニューエイジ運動を人間の創造物と見做し、自身らとの繋がりを否定した。社会学者であり、カルトの研究を行っているヤーニャ・ラリックは、彼らの人員の獲得の成功は、彼らの思想と有りがちなニューエイジの教え方から逸脱した手法との折衷に帰するとしている。その手法では、慣れ親しんだ言語を保ちながら文面上の宇宙船について議論していた。彼らの門弟の大部分は若く、オカルティズムに興味を持っていたり、そうでなければ社会の主流から外れた生活を送っていた者たちであった。彼らは、様々な信仰的背景を持つ者たちで構成されており、中にはアジアの宗教やサイエントロジーを背景にしていた者もいた。多くのものがニューエイジの教えを叩き込まれており、アップルホワイトとネトルズが簡単に彼らの思想を変えることを可能としていた。アップルホワイトは、彼の信者たちは、まるでイモムシが蝶になるかのように、生命体の中でも高いレベルへと達しつつあると考えていた。この例は、初期の文献の大多数から使用されている。アップルホワイトは、これを「異なった種族への生物学的変化であり、世俗的な自然主義に則した科学的真実として、彼の教えを広めている」と強く主張している。彼は、初期からの信者たちに、彼は比喩的な物言いをしないことを強調しており、しばしば「生物学」や「化学」という単語を声明の中で使っている。1970年代半ばまで、彼は自分たちの事を、科学に対して下流と見做していた「宗教」であるとされることを否定しようと試みていた。彼は宗教を非科学的であると否定する一方、しばしば、彼らを進化させる宇宙人の能力のためには信仰が必要であるとも説いていた。

## 放浪生活

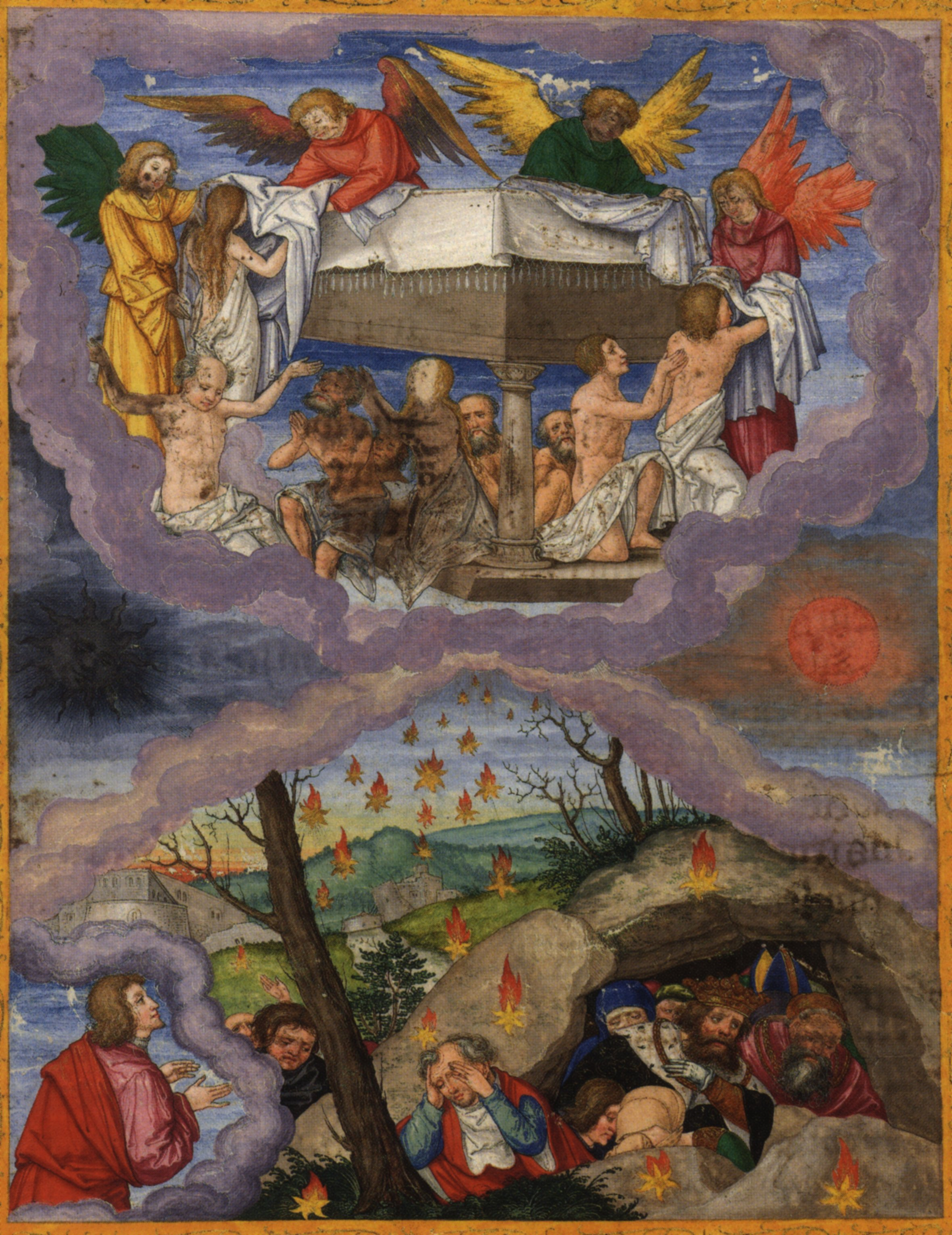
ヨハネの黙示録の一場面。アップルホワイトは、人類と地球外生命体との邂逅の場面であると信じていた

1975年まで、アップルホワイトとネトルズは、それぞれ「ボー (Bo)」、「ピープ (Peep)」という名前を使用していた。彼らは70人ほどの信者を獲得し、彼らを群れを指揮する指導者であると見做していた。アップルホワイトは、地球上の欲望からの完全な分離は「次のレヴェル (the Next Level)」への昇天の前提条件であると信じており、新約聖書においてイエスが世俗的な愛着を捨て去ることについて語っている一節を強調していた。信者たちは家族や友人、酒類、頭髪、財産、性欲など様々な事物を放棄するように指導された。その上、彼らは聖書の名前を受け入れることを求められていた。アップルホワイトとネトルズは、短期間の間に、彼らに二音節の名前を受け入れるように語った。これらの名前は、「オディ (ody)」で終わる名前であり、かつ最初の音節に3つの子音を持つ名前であった。この例として、Rkkody、Jmmody、Lvvodyなどが挙げられる。アップルホワイトは、これらの名前が、彼の信者たちが霊的な子供たち（spiritual children）であると強調していると述べている。アップルホワイトとネトルズ、彼らの信者たちは、宗教学者・ジェームズ・R・ルイスに「準遊牧生活 (quasi-nomadic lifestyle」と言及されたような生活をしていた。彼らは、通常は人里離れたキャンプ場に滞在しており、彼らの思想について話すこともなかった。アップルホワイトとネトルズは、1975年4月を最後に公の集会を終わらせた。そして、改宗者たちに彼らの教義を教えにも殆ど時間を使わなかった。指導者たちは、分散している信者たちに連絡を取ることはほとんどなく、彼らの多くが忠誠を放棄した。
アップルホワイトとネトルズは、暗殺されることを恐れており、信者たちについては、彼らの死はヨハネの黙示録の二人の証人の物と同等のものであると考えていた。バルチとテイラーは、アップルホワイトの監獄体験と、初期に聴衆から拒絶されたことが、この恐怖に拍車をかけたと信じている。アップルホワイトとネトルズは、後に信者たちに、報道に於ける先人たちの扱いは、暗殺の一形態であり、彼らの予言を果たしたものであったと説明した。アップルホワイトは、聖書の唯物論的見解を採っており、地球外生命体が人類とコンタクトを取った記録であると見做していた。彼は、ヨハネの黙示録からかなりの描写を行っていたにも関わらず、伝統的な神学用語を避け、キリスト教に対しては幾分ネガティブな扱いを行っていた。彼は、少数の節を教えるのみで、神智学の体系を発展させることに挑戦することは一度としてなかった。
1976年初頭までに、アップルホワイトとネトルズは、彼らの名前を「ドウ (Do)」と「タイ (Ti)」としている。アップルホワイトによれば、この名前は意味を持たない名前であるという。1976年6月、彼らは、UFOの飛来の期待があるとして、ワイオミング州南東部にあるメディシン・ボウ＝ルート国有林に当時の信者たちと集った。ネトルズは後に、UFOの飛来はキャンセルされたと周知している。アップルホワイトとネトルズは、彼らの信者たちを、「スター・クラスターズ (Star Clusters)」と呼ばれた小さなグループへと振り分けた。
1976年から1979年の間、この教団はキャンプ場に滞在しており、通常はテキサス州かロッキー山脈に居た。アップルホワイトとネトルズは、信者間のメンバーシップ向上のために、信者たちのこれまでの緩やかに組織化された生活に大きな要求を課し始めた。彼らは通常、門弟たちとは筆談かアシスタントを通じてコミュニケーションをとっていた。より一層、彼らは、彼らが唯一の真実の源であると強調した。この時、団体の分裂を防ぐため、信者たちが個別に啓示を受けることが出来るという考えは否定された。また、信者たちが犯行に至るおそれがあったことから、信者同士が親しくなることを防ごうとした。さらに、二人のしばしば変化する要求に対して厳格に従うことは「柔軟性 (flexibility)」と呼ばれ、教団内では「柔軟性」を持つことが求められた。加えて、二人の指導者たちは、表向きは敵対組織からスパイを送り込まれることを防ぐため、信者および入信希望者に対し、教団外部への連絡を制限していた。実際問題として、この環境が、信者たちを完全に指導者たちに依存するようにしたのである。アップルホワイトは、門弟たちに対して、子供かペットのように、指導者の命令に服従するように指導を行っている―彼らの唯一の義務は、指導者に服従することだったのである。信者たちは、定期的にアップルホワイトの説教を求めるように、しばしば決断をしなければならないときには、彼らの指導者が望む物は何かを彼ら自身に問うように奨励された。アップルホワイトは信者たちにて尊大にふるまうことはなく、多くの信者にはのんびりとした慈父のような人として映っていた。2000年の彼らの研究グループにおいて、ウィンストン・デーヴィス (Winston Davis)は、アップルホワイトが「宗教的なエンターテインメントのファインアート」をマスターしており、彼らの門弟たちはそのサービスを楽しんでいたにすぎないのだろうと述べている。アップルホワイトは、表面上は任意のものとして、信者たちに戒律の感覚を植え付けるための儀式を執り行っていた。彼はこれらの儀式を「ゲームス (games)」として呼んでいた。また、彼はサイエンス・フィクションテレビ番組を信者たちと共に見ていた。直接命令を下すよりも、彼は自身の好みを表現したり、表面上は門弟たちに選択肢を与えるようにしていた。彼は、生徒（信者）たちは選択さえすれば反抗することも自由であると強調していた。これについて、ラリックは「選択の幻想 (illusion of choice)」と呼んだ。

## 住宅と操作
1970年代末に、この教団は、メンバーの遺産相続か信者たちの収入の寄付によるものと推測される多額の金銭を得た。この収入は、住宅を借りるために使われ、最初はコロラド州デンバーに、後にテキサス州ダラスで借りている。アップルホワイトとネトルズは、この時約40名の信者を抱えており、2つか3つの住宅に分かれて居住していた。ただし、指導者である2人は、彼ら自身の家を持っていた。教団は、家の窓を覆い、自分たちの生活様式について外部に対して秘密にしていた。アップルホワイトとネトルズは、信者たちがネクスト・レヴェルになるための準備として、軍隊式訓練のようなスタイルへと、信者たちの生活様式を変えた。彼らは、この家を「クラフト (craft)」と呼び、信者たちの生活について、厳しく時間管理を行った。この生活様式を受け入れなかった門弟は、教団を離脱するように圧力がかけられた。また、脱退した信者には、金銭的援助があった。リフトンは、アップルホワイトは信者たちに「量より質」を求めている一方で、彼は時折多くの改宗者を得るように話していたと述べている。
時折アップルホワイトとネトルズは、教団を突然大胆に変えることがあった。テキサス州でのある例では、やがてやって来る地球外からの来訪者について話し、夜通し外で待つように指導した事もあった。この時、彼らはこれが単なるテストであると知らせている。ラリックは、彼らの生徒の帰依を強める方法であると見做しており、彼らの言質は、彼らが見たものとは関係なくなっていることを保証しているとした。信者たちは、アップルホワイトの是認を切望するようになり、彼はそれを利用して彼らを操った。
1980年、アップルホワイトとネトルズは約80人の信者を獲得した。信者たちの多くはコンピューター関係の仕事についていたり、カーエンジニアとして働いていた者たちだった。1982年、アップルホワイトとネトルズは門弟たちに、家族と連絡を取ることを許可した。1983年になると、彼らは門弟たちのコントロールはより緩やかなものとなり、母の日には、信者たちは親族との面会に向かうことも許された。彼らは短期間の滞在しか許可されておらず、僧院でコンピューターについて学んでいるように家族に話すように指導されていた。これらの休暇は、アップルホワイトらの門弟たちが自発的に教団にとどまったことを示し、親族らを宥めることを目的としていた。

## ネトルズの死
ネトルズは癌の診断を受けた数年後の1983年に片目の摘出手術を受け、さらにその2年後の1985年に死去した。アップルホワイトは彼女の死について、「彼女の内には地球に留まるには多すぎるエネルギーがあったため、彼女は肉体を捨てて、ネクスト・レヴェルに向けて旅立った」と、信者たちに説明した。この説明は教団の教義に沿った内容であり多くの信者が教団にとどまったものの、1人の信者が脱会した。深い抑うつ状態となったアップルホワイトは、ネトルズは未だに彼とコミュニケーションをとっていると主張したが、信仰の危機に瀕していた。彼の信徒たちは、この時彼を支え、彼を大いに元気づけている。それから彼は、信者たちと象徴的に結婚する儀式を執り行うようになった。ラリックは、これを教団の団結を確実にする試みであったと見做している。アップルホワイトは、信者たちに、自分が学ぶべきものが更にあったため、彼はネトルズの傍を離れたと語った。彼は、彼女が彼が行ったよりも「より高い精神的任務 (a higher spiritual role)」に従事していると感じていた。彼は、彼女の事を「父 (the Father)」であると見做すようになり、しばしば彼女の事を男性代名詞で呼ぶことがあった。
アップルホワイトは、強固なヒエラルキーに重きを置き始め、彼がネクスト・レヴェルの指導が必要だったので、彼の信徒たちには彼の導きが必要であると教え始めた。ゼラーは、これが自然と、アップルホワイトが死んでしまったならば、教団が存続する可能性が無いことを確実にしてしまったと書いている。アップルホワイトとの関係は、救済への唯一の道であると呼ばれていた。彼は、自身の事をキリストであると見做すこと奨励した。ゼラーは、この教団は以前は個々人の選択に重きを置いていたが、それに代わって、アップルホワイトの調停者としての役割が強調されるように変わったと述べている。アップルホワイトは、科学的教育の側面をいくつか維持していたが、1980年代には、この教団は信仰と権力への服従に力を入れるようになり、より宗教的な集団となった。
ネトルズの死後、アップルホワイトはまた、焦点についての彼の考え方を作り変えた。以前、彼は、教団は物理的に地球から天へと昇る、死は生まれ変わりの源となると主張していた。だが、ネトルズが何の変化もなしに肉体を残して逝ってしまったことを受け、彼は「昇天は精神的なものである」と強く主張するようになった。彼の思想においては、彼女の魂は宇宙船へと旅行し、新たな肉体を得たと結論付け、彼の信者たちや彼もいずれは同様になるとした。彼の思想では、聖書の天国は、遥かに進化した生物が居住する実際の天体であり、物理的肉体を其処まで昇天させる必要があるというものであった。アップルホワイトは、ひとたび彼らがネクスト・レヴェルへと至れば、彼らは他の天体で進化を促進されるだろうと信じていた。彼は、イエス・キリストは地球外生命体であると信じており、地球へ来て、殺され、宇宙船へと移送される前に、死から復活したと強調していた。アップルホワイトの教義に拠れば、イエス・キリストは天国への入り口だったが、彼が最初に地球に来た時に、人類は昇天する準備ができていない事を知った。そして、アップルホワイトは「二千年紀毎」に、人類がネクスト・レヴェルに達する機会が存在し、従って1990年代初頭が、イエスの時代から起算して、天国 (the Kingdom of Heaven)に達するための最初の機会となると定めた。ゼラーは、彼の教義はキリスト教の聖書を下敷きとしていたが、宇宙人が人類と接触したという彼の信念を通して、再解釈していたと書いている。
アップルホワイトは、自分のことをウォーク＝インと呼ばれるものであると考えていた。ウォークインは「人類を教育するために、大人たちの体を操作する、より高位の生命体」についての思想であり、この思想は1970年代後半に起きたニューエイジ運動の中で有名となった。この考え方は、アップルホワイトの復活に関する思想を特徴づけるものになった。教団信者の魂は、宇宙船へと移され、そこで彼らはは新たな肉体を手に入れると、アップルホワイトは信じていたのである。アップルホワイトは、蝶の比喩を使わなくなり、肉体が単なる入れ物であり、魂の乗り降りが可能な車両であると述べるようになった。この二元性は、おそらくアップルホワイトが若い時期に学んだキリスト教論の産物であるとされる。ルイスは、この教団の教えは、「基本的にニューエイジの基盤と融合させられたキリスト教の要素」を持っていたと書いている。ニューズウィークが行った教団の分析では、ケネス・ウッドウォードが、アップルホワイトの二元性と太古のグノーシス主義との比較を行っている一方で、ピーターズは、彼の神学は、物理的な世界を特別視していることから、グノーシス主義とは異なっていると記載している。
ネトルズの死の後、アップルホワイトは偏執病を発症し、教団に対する陰謀を恐れるようになった。1980年代半ばに加入したある信者は、新たな改宗者が潜入者であることを恐れ、アップルホワイトは新たな改宗者を拒否していたと回想している。彼は、政府が教団本部を襲撃することを恐れ、ローマ帝国に対して完全な抵抗を示した古代イスラエル・マサダのユダヤ人抵抗者について大いに語っている。次第に彼は終末について語るようになり、再利用、または再起動され大きくなりすぎた庭や、実験に失敗した人類と、地球とを比較した。この庭は比喩であり、彼は、地球は「下に踏みすきで掘られる (spaded under)」だろうと述べた。ウッドウォードは、アップルホワイトの地球の再利用に関する教えは、仏教に見られる時間の循環的視点との類似性していると書いている。アップルホワイトは、同様にニューエイジの考え方を使ったが、地球においてすぐに変化が起こるというユートピア主義よりも、終末論について予言する点において、ニューエイジ運動とは異なっていた。彼は、大多数の人類はルシファーによって洗脳されており、彼の信者はこの洗脳から脱することが可能であると強く主張した。彼は、特に性的衝動がルシファーによるものであると述べている。更に、彼が「ルシフェリアン (Luciferian)」と呼ぶ邪悪な地球外生命が、彼の任務を妨害しようとしていると述べた。彼は、多くの有能な道徳教師とポリティカル・コレクトネスの代弁者は正にルシフェリアンであると論じた。このテーマは1988年に出てきたものであり、おそらくこの時急増した不気味な宇宙人によるアブダクションの話に対する反応であった。

## 無名と福音主義
1980年代後半において、教団の存在はあまり目立ったものではなく、教団の存続を知っている人間もわずかだった。1988年、教団は様々なニューエイジの団体に、彼らの信仰の詳細を記載した書類を送付した。この郵便には、彼らの歴史に関する情報や、人々に対して読むべき本をアドバイスするような内容が含まれていた。この時挙げられたのは、キリスト教の歴史に関する本や、UFOに関する本であった。1988年の書類は例外であり、アップルホワイトの教団は1992年まで目立たなかった。この時、彼らは衛星放送を通じて放送された12編のビデオシリーズを録画していた。このシリーズは、1988年の教義の改訂に多くの影響を与えた一方で、聴き手が参加できる「普遍的な心」を導入した。
教団の存続の過程において、数百人の人々が入信や脱退をしている。1990年代初頭から教団の信者数は徐々に減少し、26人程度にまでなっていた。この信者の脱退は、アップルホワイトに強迫観念を植え付けた。1993年5月、教団は自身の名前を「トータル・オーヴァーカマーズ・アノニマス (Total Overcomers Anonymous)」とした。教団は30,000ドルをかけて、USAトゥデイに1ページ全体を使った広告を掲載した。この広告では、地球に降りかかる悲劇的な審判について警告しており、この広告を通じて元信者約20人が教団に再入信している。この広告に加え、1994年には一連の説諭が公開され、信者数は最低だった90年代前半の約2倍の数に増えた。この時点におけるアップルホワイトは、弟子たちの生活を彼ほど厳格なものにさせず、彼らと共に過ごす時間も減らしていた。
また、1990年代初頭、アップルホワイトはインターネットに自身の教えについて投稿したところ、批判的な回答が寄せられ、彼の心は傷つけられた。この年、彼はネクスト・レヴェルに達するための手法としての自殺に初めて言及した。彼は、昇天する前に、人体を含む「人」の全ては、見捨てられなければならないと説明した。またこの頃、教団は名前をヘヴンズ・ゲート (Heaven's Gate)に変更している。デイヴィスは、この拒絶が彼を地球から離脱するように試みるよう、後押しをしたと推測している。
1995年6月から10月の間、教団はニューメキシコ州の片田舎に滞在した。彼らは、40エーカー (0.16km2)の土地を購入し、タイヤや材木を使って塀に囲まれた住居を建設した。この建物を彼らは「アース・シップ (Earth ship)」と呼んでいた。アップルホワイトは修道院の設立を望んでいたが、高齢のため断念した。体調を崩した彼は、時には癌への恐怖も見せていた。リフトンは、アップルホワイトの教団における活発な指導力は、おそらく彼の最後の年には激しい疲労へと繋がったと記している。この年の冬は非常に寒く、彼らはこの計画を放棄した。その後、彼らはサンディエゴ地区の複数の家に分かれて居住することになった。
教団は、ますます性的衝動の抑圧に力を入れるようになった。アップルホワイトと7人の信者は去勢手術を行うことを決断した。彼らは当初、手術を受けてくれる外科医を探すことに苦労したが、遂にメキシコで手術を行ってくれる外科医を発見した。アップルホワイトの思想では、性別とは、人類を彼らの肉体に結び付ける最も強い力の一つであり、そのためネクスト・レヴェルへと進化するための彼らの努力を妨害しているというものであった。そのため、彼はネクスト・レヴェルにある生命体は生殖器を持たず、一方でルシフェリアンの生物には性別があると考えていた。彼はまた、新約聖書の一節について、天国に結婚はないと示していると指摘している。加えて、彼は信者たちに同じような服、髪形を受け入れるように要求し、恐らくは彼らが性別を持たないファミリーとなることを推進した。

## 集団自殺

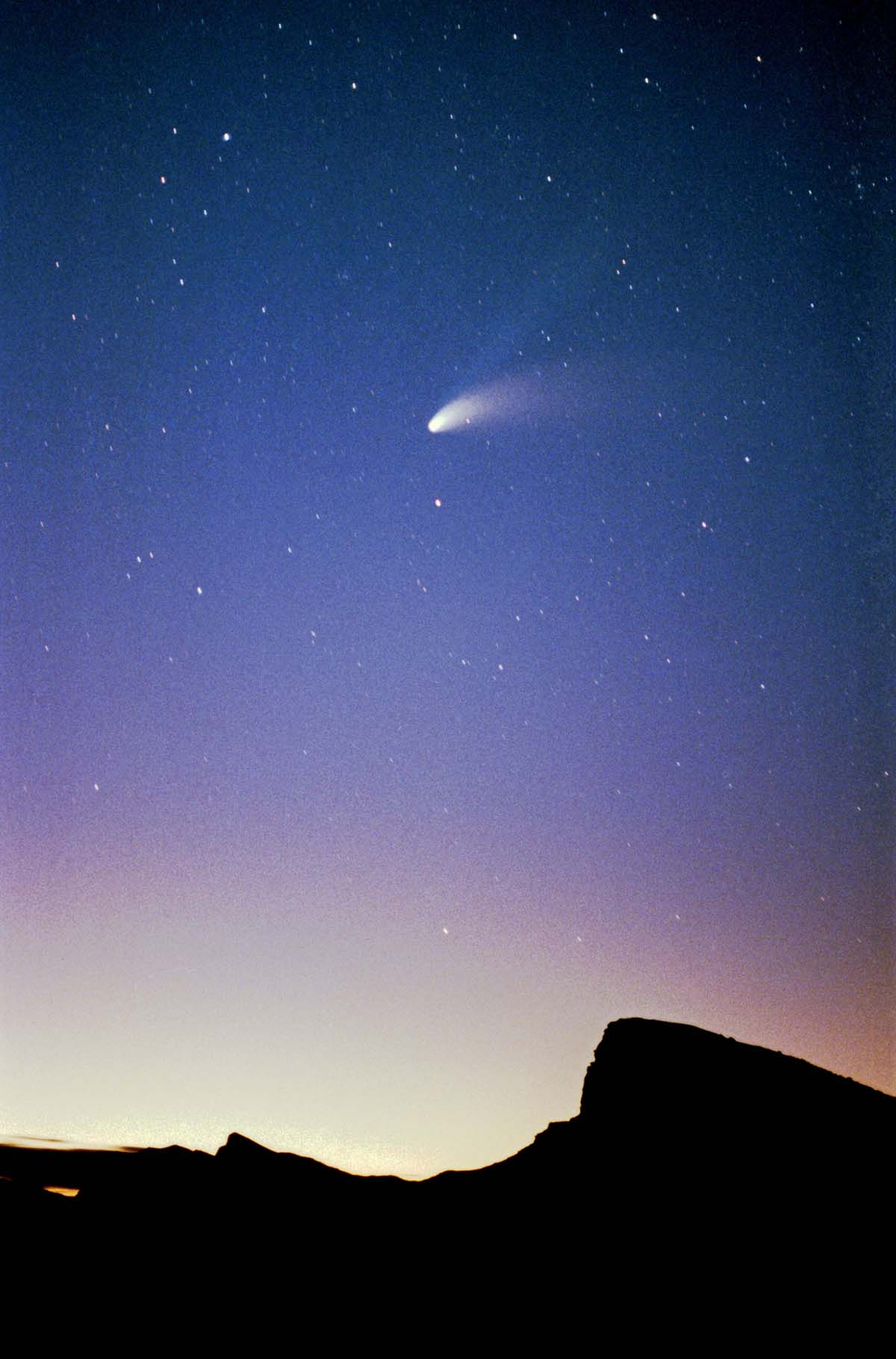
1997年4月にカリフォルニア州デスヴァレーで撮影されたヘール・ボップ彗星

1996年10月、教団はカリフォルニア州ランチョ・サンタ・フェでマンションを借りた。この年、彼らは2本のビデオメッセージの撮影を行った。このビデオでは、彼らは、自身らの思想「地球から退去する最後のチャンス」を提供した。これと時を同じくして、彼らはヘール・ボップ彗星の到来についても学んでいる。アップルホワイトは、この時、ネトルズがこの彗星の後追って宇宙船でやって来ると、彼女は彼らと待ち合わせを計画していると、確信した。彼は信者たちに、この船が彼らを最高天を目的地に連れていくだろうと述べ、政府の陰謀によってこの船の言葉が隠されそうになっていると述べた。加えて、彼は彼の個人となった信者たちもこの船へと移送されると述べ、その上、キリスト教の患難前携挙説における携挙の教義が再現されるという信心も語った。彼がどのように彗星について学んだのかや、なぜ彼は彗星が地球外生命体と共にやって来ると信じるようになったのか、彼が個人となったネトルズが彗星とともにやって来ると信じたのかは、知られていない。
1997年3月下旬、教団は社会から分離し、別れの言葉を記録した。多くの信者が、最期のメッセージの中でアップルホワイトを称賛した。デイヴィスは、彼らの意見は、「ドウの福音のオウム返し」であると述べている。アップルホワイトは死ぬ前に短いビデオを撮影しており、その中で彼はこの自殺が教団の「最後の脱出 (final exit)」と主張し、「我々は、正直言ってこの世界を憎悪している"」とも述べている。ルイスは、彼が生きている間に教団は昇天するだろうと彼が語っていたため、アップルホワイトが自殺することを決めたのであり、そのため後継者を指名することは不可能だったのだろうと推測している。
宗教学者のキャスリーン・ウェシンガーは、自殺は3月22日から始まったと仮定している。殆どの信者がバルビツレートと酒を飲み、彼らの頭には袋が被せられた。彼らはナイキの靴を履き、「ヘヴンズ・ゲート上陸部隊 (Heaven's Gate Away Team)」と記載された教団のパッチを付けた黒いユニフォームを着用していた。袋の中には、少しのドルが入れられており、身分証明書については殆どが体の横に置かれていた。この自殺は3日間にわたって行われた。アップルホワイトは、最後に死んだ四人のうちの一人であった。三人の補助者が、アップルホワイトの自殺を助け、その後で彼らも自殺を実行したのである。匿名の通報を受けた保安官がこのマンションを捜索し、3月26日に自殺した39名の遺体を発見した。これは、アメリカ合衆国市民が含まれる集団自殺の内、1978年に南米ガイアナのジョーンズタウンで920人のアメリカ人が集団自殺して以降では、最大の物であった。マンションの主寝室のベッドの上にてアップルホワイトの遺体が発見された。監察医は、彼が恐れた癌は発見されなかったものの、心臓アテローム性動脈硬化症が彼を苦しめていたと結論付けた。
この自殺は、報道合戦を引き起こし、4月7日付のタイムとニューズウィークの表紙にアップルホワイトの顔が掲載されたほか、彼の最後のメッセージは、広く放送された。オハイオ州立大学のヒュー・アーバンは、ビデオに登場する彼を「狂おしい目つきで、幾分不安にさせる」ものであったと述べている。

## 分析
心理学者のマーガレット・シンガーを含む多くの著名なコメンテーターが、アップルホワイトが信者たちを洗脳したと推測している一方で、多くの学者は、信者たちが影響を受けた過程の意味合いを表現していない過度の単純化であるとして「洗脳」という文言を否定している。ラリックは、アップルホワイトに大きく依存していた信者たちは、彼のいない人生に殆ど適応できないため、望んでアップルホワイトを追って自殺することを選んだと推測している。デイヴィスは、アップルホワイトが彼の信者たちに自殺することを納得させたのは、2つの要因に帰するとした。それに拠れば、彼は信者たちを社会的に断絶した状態にし、彼らに完全な宗教的服従の態度を取るように修めさせたことである。アップルホワイトの教徒たちは、彼に長期的に傾倒するようになった。バルチとテイラーは、このことが彼の出来事の解釈が彼らにとって一貫しているように見える理由だと推論している。自殺に至った信者たちの多くが、約20年間もの間信徒であった一方で、近年に改宗した者は少数しかいなかった。
ルイスは、アップルホワイトは、親しみやすい言葉で彼の教えをまとめることで、信者たちを効率的に操っていたと主張している。カリフォルニア大学サンタバーバラ校のリチャード・ヘクトは、この意見を再掲し、信者たちは、アップルホワイトが彼らを心理的に操っていたというよりも、彼の作り上げた物語を信じていたから、自殺に至ったと主張した。2000年の終末運動に関する研究において、ジョン・R・ホールは、彼らが死への恐怖を克服することを実証する方法として自殺を見做していたことと、アップルホワイトを心から信頼していたことが、信者たちを自殺へと突き動かしたのではないかと仮定している。
アーバンは、アップルホワイトの人生は、「20世紀後半の資本主義社会において失われた多くの個人が共有する強烈な両価性と疎外感」を示していると書いている。かれは、アップルホワイトの現代文化に対する非難は、同時代のジャン・ボードリヤールの思想、特に虚無主義思想の面で、似通っていると指摘している。アーバンは、アップルホワイトが、彼を取り巻く社会から逃れるためには自殺する以外の方法がないと判断したと仮定し、死が彼をその「誘惑と消費の永遠に続く環」から離脱する方法を提供したのだと述べた。
自殺の内容が公になっていない間、いくつかのメディアがアップルホワイトのセクシャリティに注目した。ニューヨーク・ポストは、彼に「ゲイのグル（伝道師）(the Gay Guru)」とあだ名をつけた。ゲイの人権活動家であるトロイ・ペリーは、同性愛関係によるアップルホワイトの抑圧、そして社会的非難が究極的に彼を自殺に導いたと主張した。この考えは、学術界の間で支持を受けることはなかった。ゼラーは、アップルホワイトのセクシャリティは、彼の禁欲主義に走らせた最たる力ではないと主張しており、彼がセクシャリティに役割を与えていたとしても、禁欲主義は様々な事象の結果であると信じている。
ラリックは、アップルホワイトが「カリスマ的リーダーの従来からの見方」に沿っており、エヴァン・トーマスは彼を「人を操る名人 (master manipulator)」であると考えている。リフトンは、アップルホワイトと、オウム真理教の創始者である麻原彰晃とを比較し、アップルホワイトを「平等な操作、彼のパラノイアと誇大妄想は、より穏やかに存在し続けている」と述べている。ランカスター大学のクリストファー・パートリッジは、アップルホワイトとネトルズは、17世紀のイングランドで起こった千年王国運動において、マグルトニズムを創始したジョン・リーヴとルドウィック・マグルトンと類似していると述べている。